# LaSalle (Illinois)
LaSalle – miasto w Stanach Zjednoczonych, w stanie Illinois, w hrabstwie LaSalle.